# ضربه به چوب (ترانه)
«ضربه به چوب» تک‌آهنگی از هنرمند اهل ایالات متحده آمریکا ادی فلوید است.
این تک‌آهنگ در چارت‌های سوئد، اتریش، نیوزلند جزو ده ترانه اول قرار گرفت.